# Digimon Adventure V-Tamer 01
Digimon Adventure V-Tamer 01 fue el primer manga de larga duración de Digimon, publicado en las páginas de la revista V Jump. Comenzó el 21 de noviembre de 1998, casi cinco meses antes del estreno del anime en Fuji TV y finalizó el 21 de agosto de 2003, cinco meses después de que el capítulo final de Digimon Frontier hubiera sido transmitido por Fuji TV. Tuvo un total de 58 capítulos que fueron recopilados en 9 Tomos llamados "Discos". Además, en los tomos se incluyeron cuatro episodios extras, tres de los cuales hacían crossover con las series de televisión.
En España llegó a publicarse hasta el segundo volumen por Planeta Deagostini Cómics, pero no llegó a publicarse entera.

## Historia
La historia ocurre en un universo paralelo al de Digimon Adventure. En este mundo, Taichi es un chico que ha criado un Digimon V-Pet. Al principio de la historia, es descalificado del Torneo D-1 Grand Prix, debido a que el Digimon que había criado, no estaba programado en su V-Pet. Luego de que el Torneo terminara, Tai reta al campeón, un chico llamado Saiba Neo a una batalla, que termina en empate, cosa que es imposible en una batalla de V-pets. Tai, sorprendido decide mirar si su V-Pet está estropeado, pero en ese momento es abducido por este al Digimundo, donde conoce a Zeromaru (Zero en corto) el Veedramon, el digimon que él ha criado en su V-Pet. 
Con la ayuda de Gabo, un Gabumon, ambos llegan al castillo Holy Ángel, el cual es gobernado por Lord MagnaAngemon. Lord Magna Angemon es el que ha llamado a Tai al Digimundo y le encomienda una difícil misión: derrotar al maligno Lord Demon, quien ha reunido una poderosa armada para conquistar el Digimundo, y además está criando un huevo del cual nacerá un digimon del nivel Súper Mega. Para poder entrar al castillo de Demon, Tai deberá encontrar los cinco Emblemas V-Tamer, que son las cinco llaves que representan cada una de las especies de digimon. Con la guía de Gabo, Tai y Zero viajan por todo el Continente Fólder, pero las cosas se complican cuando Etemonkey, un Etemon que está al comando de la Armada de Demon, interviene poniendo como centinelas de los Emblemas a 5 Digimon de nivel Ultra. A medida que avanza la historia, Tai se irá encontrado con más humanos, que al principio estarán de parte de Demon, pero luego ayudarán a Tai y Zero a destruir a Demon y devolverle la paz al Digimundo.

## Personajes
Yagami Taichi

Saiba Neo
Es el rival de Taichi y hermano mayor de Rei. Como campeón del Torneo D-1, se vio humillado al haber empatado con este. Es invocado al Digimundo por Lord Deemon, quien lo escogió como el Tamer del Digimon Super Mega, Arkadimon. Como campeón, Neo tiene varios Digimon a su disposición. En un principio, él tenía por mascota a un Greymon, pero lo desecho debido a sus débiles estatus. Este Greymon lograría renacer en el Digimundo como un Metal Greymon, pero es destruido por Neo durante su primer enfrentamiento contra Taichi. En un delirio de poder, Neo desafió al propio Demon (sin saber que estaba cumpliendo los planes de este) e hizo que Arkadimon lo consumiera; esto convirtió a Neo en el nuevo líder de la armada de Demon. Al final, al ver la desesperación de su hermana, Neo recapacita y se vuelve bueno, salvándole la vida a Taichi durante la última batalla contra Demon.
Saiba Rei
Rei es la hermana menor de Neo. Es la única personaje del manga que no posee un Digimon compañero, aunque Gabo, Ninjamon y Pan y Pul le sirven de acompañantes. En el Mundo Real ella es invalida debido a un accidente, aunque en le Digimundo ella puede caminar normalmente debido a la naturaleza de este mundo. Al llegar al Digimundo, ella encontró un extraño collar que resultó ser el Digimental legendario que podía despertar el poder de los Super Megas.
Sigma
El primer miembro del Alias III, un grupo de Tamers que Neo invoco al Digimundo para que fuesen sus heraldos. Su verdadero nombre es desconocido y cubre su rostro con una máscara. Fue el primero en enfrentarse a Tai. Su compañero es Piedmon, con quien tiene una gran afinidad. En un principio, usaba una computadora para hablar, pero durante la batalla contra Tai, decide hablar para salvar a Piedmon. Sin embargo, al regresar al Castillo de Demon, Piedmon es asesinado y asimilado por Arkadimon. Sigma, recluido en el castillo, logra descifrar la data del Digimon Súper Mega. Luego se unirá al equipo de Tai, y aunque ya no puede luchar, prestará su ayuda en la última batalla.
Goutokuji Mari
Mari es la segunda integrante del Alias III. Su compañera es Rosemon. Fue la segunda en enfrentarse a Tai. Luego se revela ante Neo, pero su Rosemon es derrotada por Arkadimon y desaparece (no es explícito si Rosemon murió o no, o si fue asimilada por Arkadimon). Mari se unirá al equipo de Tai, y aunque ya no puede luchar, prestara su ayuda en la última batalla.
Fujimoto Hideto
Es el tercer miembro del Alias III. Es el Tamer de Warg el WarGreymon y Melga el MetalGarurumon, y gracias a su empeño logró que sus compañeros se fusionasen, evolucionando en Omegamon. En un principio, Hideto se sentía culpable por haber sido el causante del accidente de Rei. Durante su batalla contra Tai, comprende en el verdadero sentido de la amistad. Luego se unirá a Tai en su batalla contra Neo y la Armada de Demon.
- Datos: Q1317878